# Descendants
Descendants è un film per la televisione in stile musical del 2015 diretto da Kenny Ortega e distribuito da Walt Disney Pictures.
Il film ha debuttato il 21 luglio 2015 negli Stati Uniti, mentre in Italia il 23 ottobre dello stesso anno su Disney Channel e il 12 marzo 2016 su Rai Gulp.
Uno speciale dietro le quinte dal titolo Set It Off è stato trasmesso su Disney Channel il 9 agosto 2015 negli Stati Uniti e il 6 gennaio 2016 in Italia.
Una versione del film in stile karaoke con i testi delle canzoni da cantare sulla base musicale è stata trasmessa negli Stati Uniti il 4 marzo 2016 e in Italia il 18 giugno dello stesso anno.

## Trama
A seguito del matrimonio fra la regina Belle e il re Bestia, i regni delle fiabe vengono unificati negli Stati Uniti di Auradon, mentre i cattivi e i loro seguaci vengono imprigionati sulla cosiddetta Isola degli Sperduti, con una barriera magica che impedisce loro la fuga e l'uso della magia.
Vent'anni dopo, Ben, il figlio dei due sovrani, si accinge a salire al trono come nuovo re ed il suo primo editto è quello di invitare i figli di alcuni prigionieri dell'Isola degli Sperduti (nello specifico Carlos, figlio di Crudelia De Mon, Jay, figlio di Jafar, Evie, figlia della Regina Cattiva e Mal, figlia di Malefica) a frequentare la prestigiosa accademia Auradon Prep, diretta dalla Fata Smemorina. I quattro figli dei cattivi accettano, ma con la missione di recuperare la bacchetta della fata per liberare i loro genitori dalla barriera.
Arrivati nella scuola i quattro ragazzi fanno la conoscenza di Ben e della sua ragazza Audrey (figlia di Aurora e del Principe Filippo) di Doug (figlio di Cucciolo), della direttrice Smemorina e di sua figlia Jane. Dopo un fallito tentativo di rubare la bacchetta (esposta insieme ad altri artefatti al museo del regno) i quattro decidono di elaborare un nuovo piano, cominciando nel frattempo a frequentare le lezioni.
Jay è presto reclutato per il torneo della squadra a causa della sua idoneità fisica naturale. Carlos fa amicizia con il cane Rudy, sconfiggendo così la sua paura, mentre Evie eccelle accademicamente (utilizzando le informazioni fornite dallo specchio magico della madre) e si infatua di Chad (figlio di Cenerentola e del Principe Azzurro). Inoltre, scoprirà grazie a Doug che la Fata Smemorina incoronerà Ben con la sua bacchetta. Mal decide prima di provare a manipolare Jane, ma poi decide di far innamorare Ben di sé usando un filtro d'amore, in modo da fidanzarsi con lui e convincerlo a farla sedere in prima fila alla sua incoronazione. Il piano ha successo, e Ben si fidanza con Mal rompendo con Audrey, la quale per ripicca si fidanza con Chad, mentre Evie comincia a legarsi con Doug.
I legami formati diventano la causa di attriti fra i quattro ragazzi ed i loro genitori, ma dopo che la regina Leah (nonna di Audrey) rimprovera a Ben l'aver portato ad Auradon la figlia di Malefica, Mal decide comunque di portare a termine la missione rubando la bacchetta il giorno dell'incoronazione di Ben. Poco prima della cerimonia, Mal annulla il suo incantesimo sul futuro re (ritenendo che sarebbe stato inutile e crudele tenerlo innamorato dopo aver conquistato il regno), ma Ben ammette di saper già dell'incantesimo d'amore (spezzato durante la nuotata nel lago incantato durante il loro primo appuntamento).
Durante la benedizione Jane strappa la bacchetta dalle mani della madre, ma, incapace di controllarne il potere, la ragazza spezza accidentalmente la barriera dell'Isola degli Sperduti, prima di essere fermata da Mal che, però (spinta da Ben), all'ultimo decide di ridare la bacchetta alla sua proprietaria, ma viene però interrotta dalla madre Malefica. La strega ordina alla figlia di darle la bacchetta, ma Mal rifiuta. Malefica riesce lo stesso ad impossessarsene immobilizzando Ben, Smemorina e gli invitati (meno Mal ed i suoi amici) e poi trasformandosi in un drago per punire la figlia e i suoi compagni, ma i quattro ragazzi uniscono la bontà che hanno scoperto esistere nei loro cuori, trasformando la strega in una piccola lucertola (Smemorina spiegherà poi alla giovane che le dimensioni di Malefica sono equivalenti alla quantità di amore che essa prova per la figlia), per liberare Ben e gli altri e festeggiare l'incoronazione del giovane re.

## Personaggi e interpreti

### Figli dei cattivi e dei buoni
- Mal, interpretata da Dove Cameron. È la figlia di Malefica. Ogni sua azione è profondamente influenzata dal desiderio di compiacere sua madre, che l'ha cresciuta educandola al male e alla malvagità. È perfettamente in grado di manipolare le persone e di utilizzare correttamente gli incantesimi del libro della madre. Dopo essere arrivata ad Auradon si innamora di Ben e comincia ad avere dei dubbi sulla sua natura, per poi decidere di schierarsi dalla parte del bene.
- Carlos, interpretato da Cameron Boyce. È il figlio di Crudelia de Mon, è il più timido e il più giovane dei quattro protagonisti. La madre lo ha cresciuto con il terrore dei cani, ma una volta arrivato ad Auradon e dopo essere entrato nella squadra instaura un forte legame affettivo con Rudy, il cane-mascotte.
- Jay, interpretato da Booboo Stewart. È il figlio di Jafar, è stato abituato a rubare e ha un'ottima forza fisica, cosa che gli permette di essere preso nella squadra per il torneo.
- Evie, interpretata da Sofia Carson. È la figlia della regina Grimilde e la migliore amica di Mal. Dalla madre ha ereditato l'ossessione per la bellezza ed il talento per le faccende domestiche; è inoltre molto intelligente, più di quanto lei stessa si renda conto. Porta sempre con sé lo specchio magico della madre (ormai rimpicciolito) del quale si serve per sapere qualsiasi cosa di cui abbia bisogno. Nel corso del film s'innamora di Doug, il figlio di Cucciolo da Biancaneve e i sette nani, e alla fine del film si fidanzano.
- Benjamin "Ben", interpretato da Mitchell Hope . È il figlio di Belle e del Re Bestia e futuro re di Auradon. Ragazzo dall'animo molto calmo, gentile e cordiale, sarà lui a decidere di accogliere i quattro figli dei cattivi all'Auradon Prep per dar loro una seconda chance. Inizialmente è fidanzato con Audrey; si invaghirà di Mal grazie ad un incantesimo da lei stessa utilizzato, ma quando questo viene spezzato si scopre che è realmente innamorato di Mal.
- Audrey, interpretata da Sarah Jeffery. È la figlia di Aurora e del Principe Filippo; è una ragazza presuntuosa ed altezzosa, che cela dentro di sé una profonda insicurezza, a causa della quale ha bisogno della stima altrui per riuscire ad apprezzarsi. Inizialmente fidanzata con Ben, da cui viene lasciata dopo che quest'ultimo si innamora di Mal.
- Jane, interpretata da Brenna D'Amico. È la figlia della Fata Smemorina (preside della Auradon Prep). Inizialmente viene introdotta come una ragazza molto timida, ma nel corso del film diventerà più estroversa. Viene ingannata da Mal per poter rubare la bacchetta alla madre e libera involontariamente Malefica dall'Isola degli Sperduti.
- Doug, interpretato da Zachary Gibson. È il figlio di Cucciolo, l'ultimo dei sette nani. Appare come il "secchione" della scuola. Attratto fin da subito da Evie, a cui darà una mano nello studio per poi fidanzarsi con lei.
- Chad, interpretato da Jedidah Goodacre. È il figlio di Cenerentola e del Principe Azzurro. Si dimostra subito scontroso con i figli dei cattivi, ma alla fine li accetterà dopo che questi sconfiggono Malefica.
- Lonnie, interpretata da Dianne Doan. È la figlia di Mulan e Shang. È una ragazza molto solare e diventa fin da subito amica di Mal e Evie.

### Cattivi Disney
- Malefica (Maleficent), interpretata da Kristin Chenoweth. Antagonista sia in La bella addormentata nel bosco sia in Descendants, Malefica è la madre di Mal. Il suo scopo è quello di entrare in possesso della bacchetta della Fata Smemorina per poter infrangere la barriera e conquistare Auradon.
- Crudelia De Mon (Cruella de Vil), interpretata da Wendy Raquel Robinson. Antagonista de La carica dei 101, Crudelia è la madre di Carlos. Ha cresciuto il figlio instaurando in lui la paura dei cani e trattandolo come un servo.
- Jafar, interpretato da Maz Jobrani. Antagonista del film Aladdin, Jafar è il padre di Jay. Ha un buon rapporto con il figlio, con il quale gestisce un emporio di merce rubata sull'Isola degli Sperduti.
- Regina Grimilde, interpretata da Kathy Najimy. Antagonista di Biancaneve e i sette nani, la regina Grimilde è la madre di Evie. Grimilde è la confidente più stretta di Malefica. Dona alla figlia il suo specchio magico per aiutarla nella missione di rubare la bacchetta, raccomandandole anche di trovare un fidanzato ricco. Venne scelto di rivelare il nome solo nel doppiaggio italiano, mentre nelle altre edizioni viene chiamata solo Regina Cattiva.

### Eroi Disney
- Fata Smemorina (Fairy Godmother), interpretata da Melanie Paxson. Proveniente dal film Cenerentola, la Fata Smemorina è la madre di Jane e preside dell'Auradon Prep.
- Re Bestia (King Beast), interpretato da Dan Payne. Proveniente dal film La bella e la bestia, la Bestia è il padre di Ben e re di Auradon.
- Regina Belle (Queen Belle), interpretata da Keegan Connor Tracy. Proveniente dal film La bella e la bestia, Belle è la madre di Ben e regina di Auradon.
- Regina Leah (Queen Leah), interpretata da Judith Maxie. Proveniente dal film La bella addormentata nel bosco, la regina Leah è la madre di Aurora e nonna di Audrey.
- Biancaneve (Snow White), interpretata da Stephanie Bennett. Proveniente dal film Biancaneve e i sette nani, Biancaneve è la sorellastra di Evie ed è lei a presentare l'incoronazione di Ben.

### Altri personaggi
- Coach Jenkins, interpretato da Reese Alexander. È l'insegnante di ginnastica della Auradon Prep e coach della squadra del torneo.
- Mr.Deley, interpretato da Jonathan Holmes. È l'insegnante di scienze della Auradon Prep.

## Produzione
Il 12 dicembre 2013, Disney Channel annunciò la trama del film e l'inizio della produzione. Il soggetto è stato scritto da Josann McGibbon e Sara Parriott. Le riprese sono iniziate nella primavera del 2014. Kenny Ortega, il regista che già precedentemente aveva lavorato con Disney Channel con la trilogia di High School Musical, ha ottenuto la regia del film. Le riprese si sono svolte a Victoria, Vancouver, Columbia Britannica, Canada.

## Sequel
Durante il D23 Expo 2015, la Disney ha accennato che era in produzione il sequel del film. Il 15 ottobre 2015, Disney ha confermato la realizzazione di un sequel, la cui uscita è prevista per il 2017. Tra i nuovi membri del cast si segnala l'ingresso di China Anne McClain nel ruolo di Uma, la figlia di Ursula.
Il 12 agosto 2016 è stato annunciato dalla stessa Sarah Jeffery che non riprenderà il ruolo di Audrey, la figlia di Aurora e del Principe Filippo, nel sequel. Una settimana dopo, inoltre, il 18 agosto, è stato confermato dalla Disney che Thomas Doherty interpreterà il ruolo di Harry, il figlio di Capitan Uncino, mentre il giorno dopo viene annunciato da Entertainment Weekly che Dylan Playfair interpreterà il ruolo di Gil, il figlio di Gaston. La settimana successiva, il 25 agosto, viene annunciato dalla Disney l'arrivo di Dizzy, la figlia di Genoveffa da Cenerentola, interpretata da Anna Cathcart.
Le prove e le pre-registrazioni di Descendants 3 sono iniziate il 23 aprile 2018, la produzione il 25 maggio 2018, il 18 luglio 2018 è stato annunciato sui social che sarà l'ultimo dei film della saga di Descendants. 
Nell'agosto 2019 il film tv è stato presentato in anteprima su Disney Channel. A distanza di 5 anni, il 12 luglio 2024 è stato distribuito su Disney+ Descendants: L'ascesa di Red (Descendants: The Rise of Red) quarto film della saga, sequel/spin-off delle prime tre pellicole.

## Mini webserie
Poco prima del debutto del film, Disney Channel ha annunciato una mini serie incentrata sulla vita quotidiana ad Auradon Prep, poco prima degli eventi iniziali del film. La serie, trasmessa dal 2 luglio 2015 sull'app WATCH Disney Channel, composta da 23 episodi, viene spiegata da Lonnie sui vari segreti degli studenti fin dal primo giorno di scuola all'annuncio di Ben sull'arrivo dei figli dei cattivi.

## Spin-off animato
Dopo l'uscita di Descendants su Disney Channel negli Stati Uniti il 31 luglio 2015, viene confermato dallo stesso canale l'arrivo di uno spin-off animato di corti in CGI chiamato Descendants: Wicked World e che avrebbe debuttato a settembre 2015. Dopo la distribuzione del promo e del poster, Aliki Theofilopoulos Grafft, artista di Phineas e Ferb ha annunciato sul suo profilo Twitter che avrebbe diretto la serie, con Jenni Cook come produttrice, e che il cast del film avrebbe ripreso i ruoli del film principale doppiando i loro rispettivi personaggi.
La serie è in onda dal 18 settembre 2015 negli Stati Uniti e in Italia dal 14 novembre dello stesso anno. Il 13 luglio 2016 viene confermato la seconda stagione, trasmessa negli Stati Uniti il 21 ottobre 2016 e in Italia il 1º maggio 2017, e l'arrivo di Zevon, figlio di Yzma, il nuovo personaggio doppiato da Bradley Steven Perry e che il personaggio di Freddie, figlia del Dr. Facilier sarebbe stata doppiata da Lauryn McClain, sorella di China Anne McClain, dopo che quest'ultima viene scelta per interpretare il ruolo di Uma, la figlia di Ursula, in Descendants 2.

## Cortometraggio
Sul canale YouTube Disney Descendants nel febbraio 2018 è stato annunciato un corto dal titolo Under the Sea: A Descendants Short Story (trad. lett. In fondo al mar: Descendants una breve storia) pubblicato il 28 settembre 2018.
In Italia è presente su Disney+.

## Libri
Ispirati al film, sono stati pubblicati 9 libri originali:
1. L'isola degli sperduti (The Isle of the Lost), pubblicato il 5 maggio 2015 negli Stati Uniti e l'11 novembre dello stesso anno in Italia.
2. Descendants: Junior Novelization, pubblicato il 14 luglio 2015 negli Stati Uniti.
3. Mal's Diary, pubblicato il 14 luglio 2015 negli Stati Uniti.
4. Mal's Spell Book, pubblicato il 14 luglio 2015 negli Stati Uniti.
5. Disney Descendants Yearbook, pubblicato il 14 luglio 2015 negli Stati Uniti.
6. Secrets of Auradon Prep: An Insider's Handbook, pubblicato il 14 luglio 2015 negli Stati Uniti.
7. La storia del film (Disney Descendants Book of the Film), pubblicato il 22 luglio 2015 negli Stati Uniti e l'11 novembre dello stesso anno in Italia.
8. Mal: La vera storia secondo me, pubblicato il 9 settembre 2015 in Italia. Disponibile solo in Italia.
9. L'arte dei decori & ghirigori, pubblicato il 9 settembre 2015 in Italia. Disponibile solo in Italia.

Nei mesi di agosto e settembre sono stati pubblicati diversi libri anche nel Regno Unito, Francia e Germania.
1. Disney Descendants: Poster-A-Page, pubblicato il 7 luglio 2015 nel Regno Unito.
2. Disney Descendants: Spellbound Poster Book, pubblicato il 22 luglio 2015 nel Regno Unito.
3. Disney Descendants Annual 2016, pubblicato il 27 agosto 2015 nel Regno Unito.
4. Descendants: Le roman du film, pubblicato il 30 settembre 2015 in Francia.
5. Disney Descendants: Die Nachkommen - Magie & Geheimnisse, pubblicato il 14 agosto 2016 in Germania.

## Marketing
Il film ha dato spunto a una serie di iniziative di marketing.
In Italia, oltre all'uscita dei libri originali e della colonna sonora, è stata realizzata una raccolta di figurine Panini, pubblicata il 3 ottobre 2015, e due app dedicate al film:
1. Descendants Karaoke, pubblicato il 30 luglio 2015 negli Stati Uniti e il 10 settembre dello stesso anno in Italia.
2. Disney Descendants, pubblicato il 30 luglio 2015 negli Stati Uniti e il 17 settembre dello stesso anno in Italia.

Nel mese di settembre sono state prodotte una serie di bambole, linee d'abbligliamento e vari gadget dedicati al film e venduti nei Disney Store d'italia.

## Colonna sonora
Il 31 luglio 2015, con l'uscita del film su Disney Channel negli Stati Uniti, è stata pubblicata la colonna sonora originale contenente 13 canzoni. Inizialmente, il film non era stato concepito come un musical, ma con l'arrivo di Kenny Ortega come regista sono poi state aggiunte canzoni e coreografie. Il film contiene sette canzoni, con l'aggiunta di un brano cantato da Shawn Mendes per i titoli di coda, che è stato pubblicato come singolo. Inoltre, la colonna sonora comprende quattro bonus tracks e una suite di David Lawrence. Sono stati venduti oltre 42.000 album durante la prima settimana di uscita della colonna sonora e Descendants è stato il primo film Disney per la televisione dopo High School Musical 2 ad avere una colonna sonora che ha raggiunto il n° 1 al Billboard 200. L'album ha anche ottenuto in disco d'oro in USA.
In Italia la colonna sonora è stata resa disponibile come negli Stati Uniti il 31 luglio 2015 sulle piattaforme digitali, mentre il 25 settembre 2015 è partita la vendita nei negozi di dischi. Nella versione italiana è stata aggiunta la canzone Se Solo, versione italiana di If Only, cantata da Carola Campagna, terza classificata di The Voice of Italy 2015.
Il 18 novembre 2016 è stata distribuita una versione alternativa a tema natalizio di Rotten to the Core intitolata Jolly to the Core cantata sempre dai quattro protagonisti.

### Tracce
1. Rotten to the Core - Dove Cameron, Cameron Boyce, Booboo Stewart e Sofia Carson
2. Evil Like Me - Kristin Chenoweth e Dove Cameron
3. Did I Mention - Mitchell Hope
4. If Only - Dove Cameron
5. Be Our Guest - Mitchell Hope, Spencer Lee, Kala Balch e Marco Marinangeli
6. If Only (Reprise) - Dove Cameron
7. Set It Off - Dove Cameron, Sofia Carson, Cameron Boyce, Booboo Stewart, Mitchell Hope, Sarah Jeffrey e Jeff Lewis
8. Believe - Shawn Mendes
9. Rotten to the Core - Sofia Carson
10. Night Is Young - China Anne McClain
11. Good Is the New Bad - Dove Cameron, Sofia Carson e China Anne McClain
12. I'm Your Girl - Felicia Barton
13. Descendants Score Suite - David Lawrence

### Classifiche
| Classifiche (2015)           | Posizione |
| ---------------------------- | --------- |
| Australia                    | 57        |
| Belgio (Friande)             | 179       |
| Belgio (Vallonia)            | 177       |
| Francia                      | 102       |
| Italia                       | 19        |
| Paesi Bassi                  | 50        |
| Spagna                       | 36        |
| Stati Uniti                  | 1         |
| Stati Uniti (Kids)           | 1         |
| Stati Uniti (Colonne sonore) | 1         |

## Prima TV nel mondo
| Paese | Canale         | Prima TV          | Titolo                       |
| --- | -------------- | ----------------- | ---------------------------- |
| Stati Uniti | Disney Channel | 31 luglio 2015    | Descendants                  |
| Canada | Family Channel | 31 luglio 2015    | Descendants                  |
| Italia | Disney Channel | 3 ottobre 2015    | Descendants                  |
| Italia | Rai Gulp       | 12 marzo 2016     | Descendants                  |
| Francia | Disney Channel | 16 ottobre 2015   | Descendants                  |
| Paesi Bassi | Disney Channel | 19 settembre 2015 | Descendants                  |
| Svezia | Disney Channel | 9 ottobre 2015    | Descendants                  |
| Danimarca | Disney Channel | 9 ottobre 2015    | Descendants                  |
| Norvegia | Disney Channel | 9 ottobre 2015    | Descendants                  |
| Spagna | Disney Channel | 9 ottobre 2015    | Los Descendientes            |
| Portogallo | Disney Channel | 10 ottobre 2015   | Os Descendentes              |
| Messico Argentina Bolivia Cile Colombia Ecuador El Salvador Guatemala Honduras Panama Paraguay Perù Nicaragua Rep. Dominicana Uruguay Venezuela Costa Rica | Disney Channel | 16 agosto 2015    | Descendientes                |
| Brasile | Disney Channel | 16 agosto 2015    | Descendentes                 |
| Germania | Disney Channel | 30 agosto 2015    | Descendants – Die Nachkommen |
| Israele | Disney Channel | 31 agosto 2015    | היורשים                      |
| Polonia | Disney Channel | 18 settembre 2015 | Następcy                     |
| Grecia | Disney Channel | 18 settembre 2015 | Η Επόμενη Γενιά              |
| Romania | Disney Channel | 19 settembre 2015 | Descendenții                 |
| Rep. Ceca | Disney Channel | 19 settembre 2015 | Následníky                   |
| Bulgaria | Disney Channel | 19 settembre 2015 | Наследници                   |
| Ungheria | Disney Channel | 19 settembre 2015 | Utódok                       |
| Taiwan | Disney Channel | 26 settembre 2015 | 星光繼承者                   |

## Ascolti
Negli Stati Uniti, prima che il film debuttasse su Disney Channel il 31 luglio, è stato visto 1.8 milioni di volte su Watch Disney Channel. La sera della sua prima TV, Descendants è stato visto da 6,6 milioni di persone e ha raggiunto i 10,5 milioni di spettatori nei mesi successivi. Il film è attualmente il quinto film con più spettatori totali nella storia di Disney Channel, arrivando a oltre 32 milioni di spettatori totali in tutto il mondo.

## Trasmissione
Negli Stati Uniti, il primissimo trailer è stato trasmesso il 12 dicembre 2014 e altri trailer durante il 2015, fino al trailer pubblicato il 26 aprile 2015. In Italia è stato mostrato il trailer il 6 giugno dello stesso anno prima del film TV Capelli ribelli.
Da giugno sono stati trasmessi diversi trailer e spot pubblicitari, prima sui canali Disney poi su altri canali.

## Premi e candidature
| Anno | Premio                           | Categoria                                                | Attore/Serie/Canzone            | Risultato       |
| ---- | -------------------------------- | -------------------------------------------------------- | ------------------------------- | --------------- |
| 2015 | Teen Choice Awards               | Miglior canzone per un film televisivo                   | Shawn Mendes - Believe          | Candidato/a     |
| 2016 | Writers Guild of America Award   | Programma per ragazzi                                    | Josann McGibbon e Sara Parriott | Vincitore/trice |
| 2016 | Directors Guild of America Award | Miglior regista per un film televisivo                   | Kenny Ortega                    | Vincitore/trice |
| 2016 | Golden Reel Awards               | Miglior montaggio sonoro per un film televisivo musicale | Amber Funk                      | Candidato/a     |